# Aubepierre-sur-Aube
Aubepierre-sur-Aube is een gemeente in het Franse departement Haute-Marne (regio Grand Est) en telt 213 inwoners (2004). De plaats maakt deel uit van het arrondissement Chaumont.

## Geografie
De oppervlakte van Aubepierre-sur-Aube bedraagt 39,0 km², de bevolkingsdichtheid is 5,5 inwoners per km².
De onderstaande kaart toont de ligging van Aubepierre-sur-Aube met de belangrijkste infrastructuur en aangrenzende gemeenten.

## Demografie
Onderstaande figuur toont het verloop van het inwonertal (bron: INSEE-tellingen).

## Geboren
- Pierre Bulliard (1752-1793), arts en botanicus